# Жак Лакан
Жак Мари Емил Лакан (на френски: Jacques Marie Émile Lacan) е френски психоаналитик и психиатър с важни приноси към психоанализата, философията и литературната теория. Води семинари в Париж ежегодно от 1953 до 1981 година, смятан е за най-влиятелния интелектуалец във Франция през 60-те и 70-те години на XX век, особено сред философите постструктуралисти. Неговата интердисциплинарна работа е фройдистка, включвайки несъзнателното, кастрационния комплекс, егото, идентификацията и езика като субективно възприемане и по такъв начин той очертава критическата си теория, литературните изследвания, френската философия на 20 век и клиничната психоанализа.

## Биография
Жак Лакан е роден на 13 април 1901 година в Париж, Франция, в семейството на успешен търговец на сапуни и ревностна католичка. Учи в йезуитско училище, а през 1931 година завършва медицина в Парижкия университет. По това време симпатизира на крайнодясната организация „Аксион франсез“, която по-късно остро критикува.
След дипломирането си Лакан специализира психиатрия и става съдебен психиатър. През следващите години започва да се занимава с психоанализа, а от 50-те години започва да води целогодишни семинари, които оказват силно влияние върху нейното развитие. През 1980 година закрива своята школа, тъй като напредналата възраст и влошеното му здраве не му позволяват да продължи да провежда семинарите.
Умира на 9 септември 1981 година в Париж на 80-годишна възраст.

## Основни концепции
Завръщане към Фройд
„Завръщането при Фройд“ на Лакан набляга на подновено внимание към оригиналните текстове на Фройд и радикалната критика на его психологията, Мелани Клайн и теорията на обектните отношения.

## Критика
Някои критици отхвърлят Лакан и неговата работа като безразборна и говорене в стил „на едро“. Франсоа Рустан нарича лакановата продукция „екстравагантна“ и „некохерентна система на псевдонаучно дрънкане“. В „Модерни глупости“ Алан Сокал и Жан Брикмон обвиняват Лакан в „повърхностна ерудиция“ и в злоупотреба с научни концепции, които не разбира. Причината за критиката на Сокал и Брикмон е фактът, че Лакан често инкорпорира в своята работа математически термини, например елементи от топологията.